# Cikandang (Kersana)
Cikandang is een bestuurslaag in het regentschap Brebes van de provincie Midden-Java, Indonesië. Cikandang telt 5936 inwoners (volkstelling 2010).